# UCI Asia Tour 2009-2010
El UCI Asia Tour 2009-2010 fue la sexta edición del calendario ciclístico internacional asiático. Contó con 35 carreras y se inició el 5 de octubre de 2009 en Irán, con el Tour de Milad du Nour y finalizó el 20 de septiembre de 2010 en Japón con el Tour de Hokkaido.
El ganador a nivel individual fue el iraní Mehdi Sohrabi. Fue seguido por Hossein Askari y Ghader Mizbani, los tres del equipo iraní Tabriz Petrochemical, escuadra que también se hizo con la clasificación por equipos. Por países fue Irán el vencedor, lo mismo que en sub-23.

## Calendario
Contó con las siguientes carreras, tanto por etapas como de un día.

### Octubre 2009
| Fecha    | Carrera               | Cat. | Ganador              | Equipo del ganador   |
| -------- | --------------------- | ---- | -------------------- | -------------------- |
| 5 al 9   | Tour de Milad du Nour | 2.2  | Mehdi Sohrabi        | Tabriz Petrochemical |
| 15 al 20 | Tour de Azerbaiyán    | 2.2  | Ahad Kazemi          | Tabriz Petrochemical |
| 25       | Japan Cup             | 1.HC | Chris Anker Sørensen | Saxo Bank            |

### Noviembre 2009
| Fecha    | Carrera                          | Cat. | Ganador           | Equipo del ganador   |
| -------- | -------------------------------- | ---- | ----------------- | -------------------- |
| 7 y 8    | Tour de Okinawa                  | 2.2  | Kenji Itami       | Bridgestone Anchor   |
| 8        | Tour de Seúl                     | 1.2  | Ho Sung Cho       | Seoul                |
| 11 al 19 | Tour de Hainan                   | 2.HC | Francisco Ventoso | Carmiooro-A-Style    |
| 15       | Kumamoto International Road Race | 1.2  | Yasuharu Nakajima |                      |
| 22 al 2  | Tour de Indonesia                | 2.2  | Mehdi Sohrabi     | Tabriz Petrochemical |

### Enero 2010
| Fecha | Carrera            | Cat. | Ganador            | Equipo del ganador |
| ----- | ------------------ | ---- | ------------------ | ------------------ |
| 22    | Vice President Cup | 1.2  | Mouhssine Lahsaini |                    |
| 23    | Emirates Cup       | 1.2  | Malcolm Lange      | Medscheme          |

### Febrero 2010
| Fecha    | Carrera          | Cat. | Ganador            | Equipo del ganador   |
| -------- | ---------------- | ---- | ------------------ | -------------------- |
| 6 al 10  | Kerman Tour      | 2.2  | Abbas Saeidi Tanha | Azad University Iran |
| 7 al 12  | Tour de Catar    | 2.1  | Wouter Mol         | Vacansoleil          |
| 14 al 19 | Tour de Omán     | 2.1  | Fabian Cancellara  | Saxo Bank            |
| 21       | Mumbai Cyclothon | 1.2  | Juan José Haedo    | Saxo Bank            |

### Marzo 2010
| Fecha    | Carrera          | Cat. | Ganador      | Equipo del ganador |
| -------- | ---------------- | ---- | ------------ | ------------------ |
| 1 al 7   | Tour de Langkawi | 2.HC | José Rujano  | ISD-Neri           |
| 14 al 20 | Tour de Taiwán   | 2.2  | David McCann | Giant Asia         |

### Abril 2010
| Fecha    | Carrera                          | Cat. | Ganador          | Equipo del ganador             |
| -------- | -------------------------------- | ---- | ---------------- | ------------------------------ |
| 1 al 6   | Tour de Tailandia                | 2.2  | Kiel Reijnen     | Jelly Belly presented by Kenda |
| 10       | Campeonato Asiático Contrarreloj | CC   | Andrey Mizourov  | Kazajistán                     |
| 12       | Campeonato Asiático en Ruta      | CC   | Mehdi Sohrabi    | Irán                           |
| 17 al 20 | Tour de Filipinas                | 2.2  | David McCann     | Giant Asia                     |
| 22 al 2  | Tour de Corea                    | 2.2  | Michael Friedman | Jelly Belly presented by Kenda |
| 24 y 25  | Melaka Governor's Cup            | 2.2  | David McCann     | Giant Asia                     |
| 27 al 1  | Jelajah Malaysia                 | 2.2  | David McCann     | Giant Asia                     |

### Mayo 2010
| Fecha    | Carrera                       | Cat. | Ganador           | Equipo del ganador   |
| -------- | ----------------------------- | ---- | ----------------- | -------------------- |
| 3 al 8   | Tour de Azerbaiyán            | 2.2  | Ghader Mizbani    | Tabriz Petrochemical |
| 11 al 15 | International Presidency Tour | 2.2  | Hossein Askari    | Tabriz Petrochemical |
| 16 al 23 | Tour de Japón                 | 2.2  | Cristiano Salerno | De Rosa-Stac Plastic |
| 27 al 30 | Tour de Kumano                | 2.2  | Andrey Mizourov   | Kazajistán           |

### Junio 2010
| Fecha    | Carrera               | Cat. | Ganador          | Equipo del ganador   |
| -------- | --------------------- | ---- | ---------------- | -------------------- |
| 1 al 6   | Tour de Singkarak     | 2.2  | Ghader Mizbani   | Tabriz Petrochemical |
| 13       | Tour de Jakarta       | 1.2  | Matnur Matnur    | Polygon Sweet Nice   |
| 18 al 20 | Tour del Este de Java | 2.2  | Hossein Alizadeh | Tabriz Petrochemical |

### Julio 2010
| Fecha    | Carrera                | Cat. | Ganador         | Equipo del ganador   |
| -------- | ---------------------- | ---- | --------------- | -------------------- |
| 7 al 11  | Tour de Milad du Nour  | 2.2  | Ramin Mehrabani |                      |
| 17 al 25 | Vuelta al Lago Qinghai | 2.HC | Hossein Askari  | Tabriz Petrochemical |

### Agosto 2010
| Fecha | Carrera       | Cat. | Ganador     | Equipo del ganador |
| ----- | ------------- | ---- | ----------- | ------------------ |
| 29    | Tour de Delhi | 1.2  | Arran Brown | Medscheme          |

### Septiembre 2010
| Fecha    | Carrera          | Cat. | Ganador          | Equipo del ganador   |
| -------- | ---------------- | ---- | ---------------- | -------------------- |
| 10 al 20 | Tour de China    | 2.2  | Dirk Müller      | Nutrixxion-Sparkasse |
| 16 al 20 | Tour de Hokkaido | 2.2  | Miyataka Shimizu | Bridgestone Anchor   |

## Clasificaciones

### Individual
| Posición | Ciclista          | Puntos |
| -------- | ----------------- | ------ |
| 1        | Mehdi Sohrabi     | 466,66 |
| 2        | Hossein Askari    | 438,33 |
| 3        | Ghader Mizbani    | 313,33 |
| 4        | David McCann      | 298,66 |
| 5        | Boris Shpilevsky  | 246    |
| 6        | Amir Zargari      | 224,33 |
| 7        | Takashi Miyazawa  | 209    |
| 8        | Francisco Ventoso | 195    |
| 9        | Andrey Mizourov   | 191,66 |
| 10       | Radoslav Rogina   | 146    |

### Equipos
| Posición | Equipo                         | Puntos  |
| -------- | ------------------------------ | ------- |
| 1        | Tabriz Petrochemical           | 1.983,3 |
| 2        | Azad University Iran           | 651,98  |
| 3        | Giant Asia                     | 507,97  |
| 4        | Nippo                          | 357     |
| 5        | Jelly Belly presented by Kenda | 218     |

### Países
| Posición | País          | Puntos   |
| -------- | ------------- | -------- |
| 1        | Irán          | 2.017,96 |
| 2        | Japón         | 995      |
| 3        | Kazajistán    | 667,36   |
| 4        | Corea del Sur | 332      |
| 5        | Hong Kong     | 231      |

### Países sub-23
| Posición | País       | Puntos |
| -------- | ---------- | ------ |
| 1        | Irán       | 259,64 |
| 2        | Kazajistán | 210,66 |
| 3        | Hong Kong  | 108    |
| 4        | Japón      | 91,98  |
| 5        | Mongolia   | 64     |